# Українсько-кенійські відносини
Українсько-кенійські відносини — відносини між Україною та Кенією.

## Історія
Кенія визнала незалежність України 5 березня 1993, дипломатичні відносини встановлені в той же день.
Після обрання президентом України Петра Порошенка, кенійський президент Угуру Кеніятта привітав його

## Співпраця
Торговельно-економічний, військово-технічний та культурний були визначені як ключові напрями співпраці.
З початком Кримської кризи, міністр закордонних справ Кенії заявила про те, що Кенія поважає територіальний суверенітет інших країн і що кожна країна повинна робити те ж саме. Міністр зустрічалась з послом України в Кенії в цей час, тому, можливо, це був натяк, на те, що Кенія розглядає ситуацію в Криму, як окупацію чужою країною. Кенія закликає всі сторони, що беруть участь у конфлікті, вирішити кризу мирним шляхом.
З 2010 український уряд запропонував 50 стипендій для навчання кенійців в Україні